# Sonja Graf
Sonja (Susanna) Graf (férje után Sonja Graf-Stevenson), (München, 1908. december 16. – New York, 1965. március 6.) német-amerikai sakkozónő, női nemzetközi mester (1950), az 1930–1940-es évek második legerősebb női sakkozója volt a világbajnok Vera Menchik mögött, akivel két alkalommal játszott a világbajnoki címért. Kétszeres amerikai bajnok (1957, 1964). 2016-ban beválasztották a World Chess Hall of Fame (Sakkhírességek Csarnoka) halhatatlanjai közé.
Külsőségekben, szavakkal és tettekkel nyíltan vállalta a náci ideológiával szembeni ellenszenvét. Bár lehetősége lett volna más állampolgárság szerzésére, 1948-as Amerikába költözéséig végig német színekben sakkozott, de 1934 után soha nem tért vissza Németországba. Alkoholizmusa és más szenvedélybetegségei ellenére zseniális sakkozó volt, aki 22 év alatt ötször is harcba indult a világbajnoki cím megszerzéséért, de egyszer sem sikerült megvalósítania nagy álmát. Legközelebb ehhez az 1939-es világbajnokságon állt, amikor csak a világbajnok Vera Menchik elleni játszmáján múlt elsősége. Sakkozói nagyságát és tehetségét jelzi, hogy még élete utolsó évében, 56 évesen is nagy fölénnyel nyerte meg az Amerikai Egyesült Államok bajnokságát. Halálát alkoholizmusa miatti májbetegsége okozta 56 éves korában.

## Élete és sakkpályafutása európai korszaka

### Gyermek- és ifjúkora
Nyolcgyermekes család ötödik gyermekeként született. Apja Josef Graf festőművész és pap, később magnetoterapeuta volt, anyja Susanna Zimmermann. 1906-ban költöztek a Volga menti német területről Münchenbe. A család rossz anyagi körülmények között élt, apjuk szigorúan fogta a gyerekeket, önéletrajzi írásában azt írja, hogy az egyetlen jó, amit apjától kapott, az a sakk megismertetése volt. Egyre több idejét töltötte az akkoriban nagy népszerűségnek örvendő sakk-kávéházakban, az 1928-ban nyílt Müncheni Női Sakk-klubban (Münchener Damenschachklub), és neve hamar ismertté vált. Közben nevelőnői iskolát végzett. 1931-ben figyelt fel rá Siegbert Tarrasch, a „sakkvilág tanítójának” is nevezett neves német mester és teoretikus, aki pártfogásába vette, és az általa lefektetett sakkelvekre tanította. Ekkortól számítható profi sakkozói pályafutásának indulása.

### Profi karrierjének kezdete
1932-ben szimultánon két alkalommal is legyőzte Rudolf Spielmann osztrák mestert, kora egyik erős játékosát. Ekkor hívták meg az 1932. júniusban Bécsben rendezett Paula Kalmar-Wolf-emlékversenyre, és első nemzetközi versenyén rögtön az első helyet szerezte meg. Miután 1933-ban 5,5−0,5 arányban legyőzte a hamburgi női éljátékos Ehlers-Gieseckét, már Németország legerősebb női sakkozójának tartották. 1933. novemberben a férfiak között egyetlen női indulóként a második helyen végzett Münchenben egy mesterversenyen.

### 1934: Először a világbajnoki címért

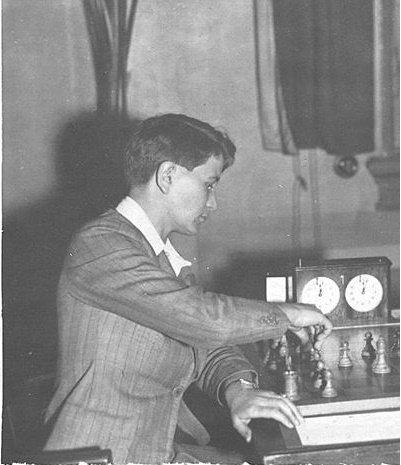
Sonja Graf 1936-ban, férfiként megjelenve, így tiltakozva a nőkkel kapcsolatos náci ideológia ellen

1934-ben Max Euwe Hollandiába hívta, és a szárnyai alá vette. Megszervezett számára egy páros mérkőzést a világbajnok Vera Menchik ellen. A mérkőzés a világbajnoki címért folyt, bár a nemzetközi szövetség hivatalosan nem ismerte el annak. A mérkőzésnek Menchik volt a favoritja, de az első játszmát nagy meglepetésre Sonja Graf nyerte. A következő három játszmában azonban a világbajnok győzött, így megvédte címét. Ez volt a sakk történetében az első alkalom, hogy a női világbajnoki címért kihívásos páros mérkőzésen küzdöttek meg.
Sonja Graf erősen náciellenes nézeteket vallott. Hitler hatalomra jutása után tüntetőleg fiúsra vágatta a haját, férfiruhában jelent meg mindenhol, és nyilvános helyeken cigarettázott, ezzel is kifejezve véleményét a náci ideológia nőkkel kapcsolatos „Kinder, Küche, Kirche” (gyerek, konyha, templom) alapeszméje ellen. 1934-ben már érezte, hogy náciellenessége és szláv származása miatt nem számíthat a sakkversenyzésben Németország támogatására, ezért Angliába költözött. Bár továbbra is Németország színeiben játszott, gondosan ügyelt arra, hogy ne kelljen visszatérnie az országba. Részt vett a hagyományos hastingsi nemzetközi sakkverseny A-versenyén, majd több kisebb angliai versenyen is elindult. 1936-ban Spanyolországba ment, ahol páros mérkőzésen 3−1 arányban győzött a legjobb katalán sakkozónő, Montserrat Puigcercós ellen. Ugyanezen év áprilisában részt vett a margate-i verseny B-versenyén, ahol a férfi mezőnyben 50%-os eredményt ért el, majd júliusban impozáns játékkal, 11 játszmából szerzett 10,5 pontjával, három és fél pont előnnyel nyerte a semmeringi nemzetközi női sakkversenyt, amely feljogosította arra, hogy ismét kihívja a világbajnokot. 1937. áprilisban könnyedén nyert Rotterdamban a holland Catharina Roodzant ellen 3,5−0,5 arányban, majd Bécsben részt vett a Reginald Wolf-emlékversenyen, ahol az erős férfi mezőnyben a 7. helyet szerezte meg. Ezután Prágában indult egy nagyon erős férfi versenyen, ahol a mezőnyt a kor legerősebb sakkozói alkották, többek között Paul Keres és Erich Eliskases is az indulók között volt. A versenyen Paul Keres mindössze két döntetlent engedélyezett versenytársainak, és az egyik döntetlent Sonja Graf érte el, méghozzá úgy, hogy a játszma bizonyos szakaszában Graf állt nyerésre.

### 1937: Másodszor a világbajnoki címért
Vera Menchik elfogadta kihívását egy világbajnoki páros mérkőzésre, amelyre az alsó-ausztriai Semmeringben került sor 1937. júniusban. A találkozó egyéni kezdeményezésre jött létre, de a Nemzetközi Sakkszövetség (FIDE) hivatalosnak fogadta el: a szövetség akkori elnöke, Alexander Rueb jóváhagyta a mérkőzés feltételeit, és megállapodás született annak hivatalos ellenőrzéséről. A mérkőzést Menchik nagy fölénnyel, 11,5−4,5 arányban nyerte. A mérkőzés érdekessége, hogy Graf világossal játszva 4−4-es eredményt ért el, nagyarányú vereségét a sötét színnel nyújtott gyenge teljesítménye eredményezte.

### 1937: Harmadszor a világbajnoki címért
1937. augusztusban ismét a világbajnoki címért mérkőzhettek a női sakkozók, amikor a 7. sakkolimpiával egyidejűleg Stockholmban a Nemzetközi Sakkszövetség (FIDE) által szervezett versenyre a női sakkvilágbajnokságok történetének addigi legnépesebb mezőnye gyűlt össze: 16 ország 26 versenyzője mérkőzött. A 14 fordulós svájci rendszerű versenyt ezúttal is Vera Menchik nyerte magabiztosan legyőzve minden ellenfelét. Sonja Graf a 3−4. helyen végzett.
1938-ban Margate-ben elindult egy férfi mesterverseny erős III. csoportjában, ahol 9 játszmából 5 pontot ért el, míg az első helyezett 6,5-et. Ezután Lengyelországban tartózkodott egy ideig, itt érte a meghívás, hogy vegyen részt az I. Nagynémet női sakkbajnokságon. A meghívást visszautasította azzal az indokkal, hogy ő nem játszik „Nagynémetországért”. A versenyen való részvétel visszautasítása miatt Németország hivatalosan nem nevezte az 1939-es Buenos Aires-i női sakkvilágbajnokságra. Holland barátai segítségével egy ideig Hollandiában élt, ahol 1939. februárban négyjátszmás párosmérkőzést vívott a fiatal Fenny Heemskerkkel, amelyet 4−0 arányban megnyert. Márciusban Catharina Roodzant ellen nyert 3−1-re. Áprilisban elindult a Margate-ben rendezett férfi versenyen, ahol a 11 játszmából 6 pontot szerzett. Ez volt utolsó nyugat-európai versenye.

### 1939: Negyedszer a világbajnoki címért

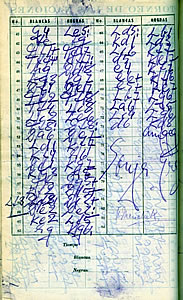
A Menchik-Graf mérkőzés eredeti játszmalapja a versenyzők aláírásával, amely játszmán a világbajnoki cím múlt 1939-ben

Bár a német szövetség nem indította, a Nemzetközi Sakkszövetség akkori elnöke, Alexander Rueb személyesen hívta meg Buenos Airesbe a női sakkvilágbajnokságra. A 20 résztvevő között körmérkőzés formájában dőlt el a cím sorsa. Az első helyért Vera Menchik és Sonja Graf között folyt nagy küzdelem egészen kettejük mérkőzéséig, amelyet Menchik nyert, így a 19 fordulóban mindössze két döntetlen mellett 18 ponttal fölényesen szerezte meg az első helyet riválisa előtt.

## Argentin évek (1939−1946)
A verseny közben tört ki a második világháború, és az egyidejűleg rendezett sakkolimpia és női sakkvilágbajnokság több résztvevője Argentínában vagy más dél-amerikai országban maradt, köztük Graf is. 1946-ig tartózkodott a dél-amerikai országban, megtanult spanyolul, és két könyvét itt jelentette meg. Az Así juega una mujer (Hogyan sakkoznak a nők) személyes sakkozói tapasztalatairól szól, a Yo Soy Susann (Nevem Susann) a gyerekkorában elszenvedett fizikai és lelki erőszakot írja le.
Ebben az időszakban több versenyt szerveztek az Európába vissza nem térő neves külföldi sakkozók részvételével, amelyekre egyetlen nőként őt is meghívták. 1939. októberben Buenos Airesben játszott, 1940-ben elindult az argentin sakkbajnokságon, 1941-ben Mar de Platában csak 2,5 pontot szerzett és utolsó lett, de augusztusban Buenos Airesben már 6 ponttal a középmezőny végére küzdötte fel magát. 1942-ben Mar del Platában ismét sereghajtó, majd szeptemberben Córdobában a 9. helyet szerezte meg. Ezt két év kihagyás követte, majd 1944-ben indult újra versenyen, a La Plata Jockey Club versenyén négy győzelmet is aratva 4,5 pontot gyűjtött össze. 1945-ben az Argentin Sakkszövetség megalakulásának 40. évfordulójára rendezett versenyen 19 játszmából 6,5 pontot szerezve a 20 résztvevő között a 16. helyen végzett. Ideiglenes dél-amerikai lakhelyén utolsó versenyét 1946-ban Paranában játszotta, ahol a 13 fordulóban 4,5 pontot gyűjtve a 9−10. helyet szerezte meg. Bár e versenyeken többnyire a mezőny végén végzett, játéka lenyűgözte a versenyzőket és a nézőket, ahogyan ezt Guillermo Puiggros 1977-ben megjelent Brilliant Partidas Argentinas című könyvében megjegyzi.
1947 tavaszán Argentínában Max Euwe révén ismerkedett meg Vernon Stevenson amerikai kereskedelmi tengerésszel, aki Euwével telefonos sakkjátszmákat váltott, majd később személyesen is találkoztak, ahol Graf is jelen volt. A találkozásból még abban az évben házasság lett, és Kaliforniába költöztek.

## Amerikában (1947-től haláláig)
Amerikában Sonja Graf-Stevenson néven kezdett el sakkozni. Egyike volt annak a 17 női sakkozónak, akik 1950-ben elsőként kapták meg a női nemzetközi mester címet. Bár Vera Menchik 1944-ben bombatámadás miatt bekövetkezett halála miatt nemhivatalosan női sakkvilágbajnoknak nevezték, az 1949–50-es női sakkvilágbajnokságra ismeretlen okból nem hívták meg. Max Euwe ezt szóvá is tette, és hivatalosan kérte a Nemzetközi Sakkszövetséget, hogy hozzanak létre egy világbajnoki páros mérkőzést Ljudmila Rudenko és Sonja Graf között. Erre azonban nem került sor. Egy ideig visszavonult a versenyzéstől, és fia, Alexander nevelésével foglalkozott. 1952-ben az amerikai sakkszövetség méltó ellenfelet kívánt állítani a második női világbajnoki ciklusban a szovjet sakkozónőkkel szemben, ezért megkeresték, hogy térjen vissza a nemzetközi küzdőtérre. Meghívták a Hollywoodban rendezett versenyre, amelyen egyetlen nőként szerepelt, de mindössze fél pontot sikerült szereznie. Ezt követően újabb kétéves szünetet tartott.

### 1954: visszatérés a sakk élvonalába, ötödször a világbajnoki címért
1954-ben 100%-os eredménnyel, nyolc játszmából szerzett nyolc ponttal megnyerte Kalifornia női bajnokságát, így meghívták az amerikai nyílt bajnokságra. A bajnokságon elért eredménye alapján jogot szerzett arra, hogy 16 év kihagyás után ismét részt vegyen a világbajnoki címért folyó versengésben az 1956-os női sakkvilágbajnokság világbajnokjelölti versenyén. A verseny előtt részt vett a férfiak US Open versenyén, ahol 11 játszmából 5 győzelemmel, 2 döntetlennel és 4 vereséggel 6 pontot szerzett, amellyel a 156 induló között a középmezőnyben végzett, de a legjobb eredményt elérő nőként Amerika nyílt női bajnokságának győzteseként hirdették ki. Az 1955-ben 20 résztvevővel Moszkvában zajló világbajnokjelölti versenyen azonban csak a 10−13. helyet szerezte meg.

### 1957: első amerikai bajnoki címe
Moszkvából visszatérve ismét belevetette magát a sakkéletbe. 1956-ban megnyerte Kalifornia bajnokságát. Ugyanebben az évben a US Openen (az amerikai nyílt sakkbajnokságon) a legjobb női eredményt érte el, és ezt az eredményét 1957-ben is megismételte. 1957-ben 7 játszmából 6,5 pontot szerezve nyerte meg a kaliforniai bajnokságot, majd az amerikai női bajnokságon 11 játszmából 9,5 pontot gyűjtve a kilencszeres amerikai női bajnokkal, Gisela Kahn Gresserrel holtversenyben az 1−2. helyen végzett, amellyel mindketten jogot szereztek a következő sakkvilágbajnokjelölti versenyen való indulásra. Az 1959-es US Openen a 12 játszmából 6,5 pontot ért el, és a 135 fős mezőnyben a 44−58. helyen végzett; egyben mint legjobb eredményt elérő női versenyző ismét megszerezte a US Open női bajnoka címet.

### 1964: utolsó fellángolás − másodszor is Amerika bajnoka
Ezt követően újabb évek teltek el úgy, hogy nem lehetett hallani róla, szinte már el is felejtették, amikor 1964-ben családjával New Yorkba költözött, és Lisa Lane sakkiskolájában kezdett tanítani. Ebben az évben szenzációként hatott a hír, hogy mintegy utolsó fellobbanásként 10 játszmából 8,5 pontot szerezve, egy pont előnnyel másodszor nyerte meg az Amerikai Egyesült Államok női bajnokságát.

## Szenvedélyek rabságában
Életrajzírói a brutális apai terror és az életkörülményeik miatt elszenvedett gyerekkori traumák hatásának tartják több káros szenvedélyét, de féktelen túlzásai és agresszivitása a sakkjátékában, valamint az élet minden területén egyaránt megmutatkoztak. Erős dohányzása és alkoholizmusa már fiatal korától végigkísérte, ez utóbbi vélhetően több versenyén is károsan befolyásolta elért eredményét. Jellemzően a Lengyelországban töltött időszakát a finom és olcsó vodka miatt tartotta kedves emléknek. A nácizmus elleni tiltakozásként viselt férfiruhák is szenvedélyes exhibicionizmusából eredtek, amely sok más külsőségben is megnyilvánult. Az 1937-es sakkvilágbajnokságról beszámoló Chess című sakkfolyóiratban „életképként” azt jelenítették meg róla, hogy „Sonja Graf egyfolytában dohányzik. Két cigaretta közötti rövid szünetben idegesen édességet rágcsál, majd felugrik, körberohan a szobában, minden rendű és rangú emberrel vált néhány gyors szót. A haja kócos, az arca megnyúlt, egész teste ideges görcsben ráng, és ebben az idegállapotban egyaránt volt képes brilliáns megoldásokra és óriási baklövésekre a sakktáblán”. Az 1955-ös világbajnokjelölti versenyen Moszkvában az első öt játszmából 3,5 pontot szerzett, az élen állt, ezt követően azonban négy vereség érte, és ezt különc ruhákban, már szinte jelmezekben, cowboy-öltözetben, kaukázusi nőként vagy spanyol torreádorként való megjelenésével és túlzott vodkafogyasztással kompenzálta, ebben találta meg az örömét. „Mint egy öregedő színésznő, aki így kívánja magára fordítani a figyelmet”, számolt be viselkedéséről Salo Flohr nagymester a verseny kapcsán.
Az is gyerekkori negatív élményeire vezethető vissza, hogy szenvedélyesen vonzódott azokhoz a férfiakhoz, akik akár a legkisebb gesztust tették irányába. Ugyanakkor a férfiak imádták közvetlenségét, humorát és különcségeit. Faragó Klára magyar bajnoknő az 1936-os semmeringi versenyről szóló beszámolójában Sonja Grafról elmondta, hogy „csinos, szellemes, temperamentumos, eredeti – egész idő alatt férfiruhában járt –, olyan rendkívüli egyéniség, hogy magába bolondította egész Semmeringet, és mint az eredmény mutatja, meglehetősen jól sakkozik is”. Legtöbbször népes férfitársaságban jelent meg, és közülük sokkal közelebbi kapcsolatba is került. Ugyanakkor önéletrajzi könyvében gyakori, szinte elviselhetetlen magányosságáról számolt be. Legnagyobb szenvedélye azonban minden egyéb fölött a sakk volt, amely elfeledtette vele gyengeségét, magányosságát, és többször is visszarángatta a normális életbe. Jennifer Shahade szerint sakkozói zsenialitását mi sem mutatja jobban, mint az, hogy évtizedeken keresztül több alkalommal is megmutatta erejét a sakkvilág élvonalában, és még élete utolsó évében, 56 évesen is nyerni tudott az amerikai bajnokságon.
A hosszú éveken át tartó alkoholizmusa azonban aláásta egészségét, és 56 éves korában mája felmondta a szolgálatot, aminek következtében 1965. március 6-án New Yorkban elhunyt.

## Megjelent könyvei
Argentínában írt két könyve:
- Asi Juega Una Mujer. Buenos Aires, 1941.
- Yo soy Susann. Buenos Aires, 1946.